# Powiat koźmiński
Powiat koźmiński – powiat istniejący w latach 1887–1932 na terenie obecnego  województwa wielkopolskiego. Jego ośrodkiem administracyjnym był Koźmin (obecnie Koźmin Wielkopolski). 
Po I wojnie światowej w skład powiatu wchodziły miasta Koźmin, Borek i Pogorzela. Powiat został zniesiony 1 kwietnia 1932 r., a jego terytorium włączono do powiatu krotoszyńskiego.